# A Saratov Airlines 703-as járatának katasztrófája
A Saratov Airlines 703-as járata (6W703/SOV703) orosz belföldi utasszállító járat a moszkvai Domogyedovói nemzetközi repülőtérről az orszki repülőtérre tartott. 2018. február 11-én az Antonov An–148–100V repülőgép röviddel a felszállás után lezuhant, hatvanöt utas és a hatfős személyzet életét vesztette. A balesetet a Pitot-cső jegesedése okozta, mert annak fűtését nem kapcsolták be. A műszerek által mutatott hibás sebességértékek miatt a gép túl lassan haladt, átesett, a magasságvesztést a személyzet nem tudta korrigálni és a gép a földnek csapódott.

## A katasztrófa
A RA-61704 lajstromjelű gép két D–436-os hajtóművel rendelkezett. A Voronyezsi Repülőgépgyár gyártotta, 2010 májusában repült először, június 23-án regisztrálták a Rossiya Airlines gépeként. Korábban két kisebb incidens érte: 2013. július 28-án egy hajtóműve leállt repülés közben, 2013. augusztus 23-án pedig az orrfutómű hibásodott meg. A Saratov Airlines orosz regionális légitársaság 2017 februárjától bérelte a gépet.

A 703-as járat repülési magassága és sebessége

A 703-as járat útvonala

A járat menetrend szerinti belföldi utasszállító járat volt Moszkva, valamint a kazah határhoz közeli Orenburg melletti Orszk között. A tervezett délután 2 órai indulás helyett 2:24-kor indult el Moszkvából. A felszállás idején erős havazás volt, a levegő hőmérséklete –5 °C volt. Pár perccel ezután a repülőgép sebessége és repülési magassága ingadozni kezdett. Pár pillanattal a zuhanás előtt 1800 méter magasan repült, 600 km/h sebességgel, majd rohamosan veszített magasságából, és 900 méteren eltűnt a radarról. A Moszkvai területen található Argunovo és Sztyepanovszkoje falvak között zuhant le, indulás után hat perccel. Szemtanúk szerint a gép lángolt, amikor lezuhant. de később kiderül, hogy ezek megalapozatlan állítások voltak. Egy közeli ház biztonsági kamerája felvette a becsapódást, és azt, ahogy a repülőgép lángolni kezd. A látási viszonyok kedvezőtlenek voltak.
A gép roncsai kb. 1 kilométeres sugarú területen szóródtak szét. Emiatt kezdetben azt feltételezték, hogy a gép már repülés közben darabjaira esett. Ez a feltételezés azonban a vizsgálat során nem igazolódott be. Robbanóanyag nyomát nem találták a roncsokon. A gép fedélzeti adatrögzítőjét 2018. február 12-én találták meg.

## Az utasok
A gépen 65 utas (köztük három gyermek) és hatfős személyzet utazott. A pilóta az 51 éves Valerij Gubanov volt, 5000 repült órával a háta mögött, melyből 2800-at tett meg An–148 géppel. A másodpilóta a 35 éves Szergej Gambarjan volt. Az utasok nagy része orenburgi lakos volt. A legtöbb utas orosz állampolgár, de azeri, kazah és svájci is volt a fedélzeten. Mindannyian életüket vesztették. A mentők a zuhanás után 2,5 órával értek a helyszínre.

## A vizsgálat és a baleset okai
A katasztrófa kivizsgálását a Repülési Államközi Bizottság (MAK) végezte. A fedélzeti adatrögzítőkből kinyert adatok elemzése alapján az elsődleges vizsgálat arra a következtetésre jutott, hogy a sebességmérő berendezés össznyomás szondája (Pitot-cső) jegesedése okozta a balesetet. A repülőgép egyik sebességmérője növekvő, a második csökkenő sebességet jelzett, míg a harmadik semmilyen értéket nem mutatott. A pilóták az ellentmondó adatok miatt összezavarodtak. A robotpilótát kb. 130–150 m magasságban kapcsolták be, de a sebességingadozás miatt azt kb. 2000 m magasságban kikapcsolták. A teljesen manuális irányítás alatt állt gép „átesett” (azaz zuhanni kezdett), a pilóták az erős süllyedést nem tudták megszüntetni, majd a gép 30°-os szögben a földnek csapódott.
A Pitot-cső jegesedése annak a következménye volt, hogy annak fűtését a személyzet nem kapcsolta be. Ezt erősítették meg a pilóták beszélgetését rögzítő hangfelvételek is. A felszállás előtti ellenőrzésnél a „Pitot-cső fűtés bekapcsolása” nem hangzott el. A vizsgálat megállapította, hogy a repülőgép a zuhanás során végig egyben volt. Tűz vagy robbanás a zuhanás során nem volt, az csak a földnek csapódást követően keletkezett.